# Святі Костянтин і Олена
Святі Костянтин і Олена або Дружба(болг. Св. св. Константин и Елена)  — приморський кліматичний курорт, один із найстаріших в Болгарії, на березі Чорного моря. Розташований за 6 км на північний схід від Варни.
На додаток до розважальних центрів, готелів, і спортивних споруд на території комплексу знаходиться каплиця «Св. Костянтина і Олени», яка колись була частиною монастиря, побудованого на честь імператора Костянтина і його матері імператриці Олени. Ще до болгар це узбережжя населяли греки. Вся прилегла місцевість була колонією Візантійської імперії і носила назву Одессос. Відома своїми цілющими мінеральними джерелами, вона, ймовірно, була місцем відпочинку високої аристократії. Вважається, що імператриця Олена була частим гостем в Одессосі з його мінеральними джерелами.
Стара назва курорту, яке все ще дуже популярна серед місцевих жителів — «Дружба». Цілий рік в Св. Костянтин і Олена працюють два басейни з гарячою мінеральною водою, один з яких працює цілодобово. Популярне місце відпочинку — ресторан корабель «Сіріус». Поруч знаходиться гранд — готель «Варна».
Курорт відвідують переважно туристи з Болгарії та Росії. Безліч розважальних закладів — інтернет-кафе, ресторани, бари, сувенірні магазини і магазини одягу. Різні водні атракціони — водні лижі, «банан», серфінг і багато іншого.
У комплексі функціонує поліцейський відділок, пошта, аптеки, АЗС і оздоровчий центр. Регулярне автобусне сполучення з залізничною станцією і центром міста.
Кілька років тому існувала безперервна зелена прибережна зона, яка пов'язувала парк Св. Костянтин і Олени і Приморський парк Варни, але в останні роки вона активно забудовується новою інфраструктурою.